# Sundaspett
Sundaspett (Yungipicus moluccensis) är en fågel i familjen hackspettar inom ordningen hackspettartade fåglar.

## Utseende och läte
Sundaspetten är en liten färglös hackspett. Fjäderdräkten är övervägande brunaktig, med vitstrimmigt huvud, fläckig rygg och ljusgrå streck på beigefärgat bröst. Hanen har en liten röd fläck på hjässans baksida. Gråkronad hackspett är mer svartvit, med inte lika prydligt strimmigt huvud, renare vit undersida och oregelbunden ljus fläckning på rygg och vingar. Lätet hos sundaspetten består av en ljus skallrande drill.

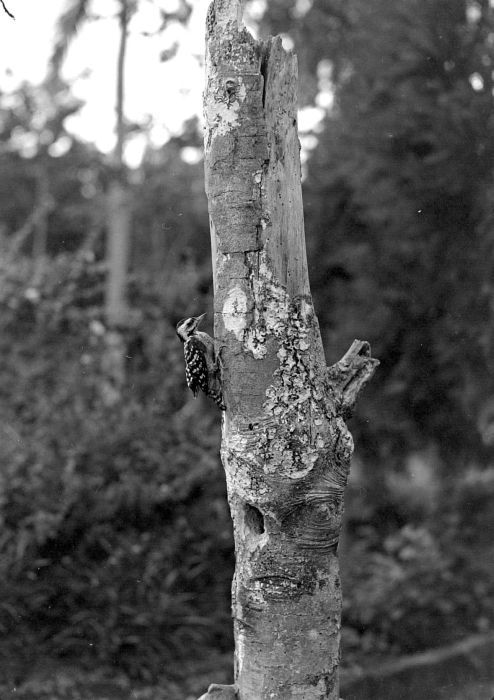

## Utbredning och systematik
Sundaspett delas in i två underarter med följande utbredning:
- Yungipicus moluccensis moluccensis – förekommer från Thailand och Malackahalvön till Borneo, Sumatra, Java och Riauarkipelagen
- Yungipicus moluccensis grandis – förekommer på Små Sundaöarna (Lombok, Lomblen, Sumbawa, Flores, Besar, Alor)

Tidigare betraktades hinduspett (Y. nanus) utgöra en del av sundaspett, men den urskiljs nu allmänt som egen art.

### Släktestillhörighet
Tidigare placerades den i släktet Dendrocopos och vissa gör det fortfarande. DNA-studier visar dock att den står närmast tretåig hackspett (Picoides tridactylus) och förs numera oftast tillsammans med några andra asiatiska små hackspettar till Yungipicus.  Andra, som Birdlife International, inkluderar den dock i Picoides.

## Levnadssätt
Sundaspetten hittas i olika skogsmiljöer från ursprunglig regnskog till mer parkartat landskap och skogskanter. Den hittas också i höga träd nära bybebyggelse, igenväxta plantage, mangroveträsk, kustnära buskmarker och ibland även i parker och trädgårdar. Födan består av insekter, men tar också bär, frukt och nektar. Arten ses vanligen enstaka, ibland i par, födosökande på tunna grenar högt upp i träden liksom buskstammar nära marken. Olikt större hackspettar födosöker den vanligast genom att plocka direkt från ytan, men kan också gräva under bark och ibland hacka, oftast med dämpat pickande, men ibland febrilt och ljudligt.

### Häckning
Häckningssäsongen sträcker sig från mars till augusti på Malackahalvön, på Stora Sundaöarna april–juli samt i oktober. Fågeln häckar ut ett bohål mellan två och 14 meter upp i ett träd, vanligen på undersidan av en smal död gren. Däri lägger den två till tre ägg.

## Status och hot
Arten har ett stort utbredningsområde och tros öka i antal. Internationella naturvårdsunionen IUCN listar den därför som livskraftig (LC).